# Elsdorf-Westermühlen
Elsdorf-Westermühlen là một đô thị thuộc quận Rendsburg-Eckernförde, bang Schleswig-Holstein.